# Лихтенштейн на летних Олимпийских играх 2016
Лихтенштейн на летних Олимпийских играх 2016 года будет представлен как минимум тремя спортсменами в двух видах спорта.

## Состав сборной
Плавание
1. Кристоф Мартин Майер
2. Юлия Хасслер

 Теннис
1. Штефани Фогт

## Результаты соревнований

### Водные виды спорта

#### Плавание
В следующий раунд на каждой дистанции проходят спортсмены, показавшие лучший результат, независимо от места, занятого в своём заплыве.
Мужчины
| Дистанция                        | Спортсмены           | Предварительный раунд | Предварительный раунд | Предварительный раунд | Полуфинал     | Полуфинал     | Полуфинал     | Финал                | Финал                |
| Дистанция                        | Спортсмены           | Заплыв                | Результат             | Место                 | Заплыв        | Результат     | Место         | Результат            | Место                |
| -------------------------------- | -------------------- | --------------------- | --------------------- | --------------------- | ------------- | ------------- | ------------- | -------------------- | -------------------- |
| 400 метров комплексным плаванием | Кристоф Мартин Майер | 1                     | 4:19,19               | 22                    | Не проводится | Не проводится | Не проводится | Завершил выступление | Завершил выступление |

Женщины
| Дистанция                 | Спортсмены   | Предварительный раунд | Предварительный раунд | Предварительный раунд | Полуфинал     | Полуфинал     | Полуфинал     | Финал     | Финал |
| Дистанция                 | Спортсмены   | Заплыв                | Результат             | Место                 | Заплыв        | Результат     | Место         | Результат | Место |
| ------------------------- | ------------ | --------------------- | --------------------- | --------------------- | ------------- | ------------- | ------------- | --------- | ----- |
| 800 метров вольным стилем | Юлия Хасслер |                       |                       |                       | Не проводится | Не проводится | Не проводится |           |       |

### Теннис
Соревнования пройдут на кортах олимпийского теннисного центра. Теннисные матчи будут проходить на кортах с твёрдым покрытием DecoTurf, на которых также проходит и Открытый чемпионат США.
Первую олимпийскую лицензию на Игры 2016 года для сборной Лихтенштейна принесла Штефани Фогт, которая, как и 4 года назад, получила специальное приглашение для участия в женском теннисном турнире.
Женщины
| Соревнование     | Спортсмены   | 1/32 финала                 | 1/16 финала           | 1/8 финала            | Четвертьфинал         | Полуфинал             | Финал                 | Место                 |
| Соревнование     | Спортсмены   | Соперник Результат          | Соперник Результат    | Соперник Результат    | Соперник Результат    | Соперник Результат    | Соперник Результат    | Место                 |
| ---------------- | ------------ | --------------------------- | --------------------- | --------------------- | --------------------- | --------------------- | --------------------- | --------------------- |
| одиночный разряд | Штефани Фогт | GBRЙ. Конта (10) П 3:6, 1:6 | Завершила выступление | Завершила выступление | Завершила выступление | Завершила выступление | Завершила выступление | Завершила выступление |